# Pantà de Siurana
El pantà de Siurana és un embassament que pertany al riu de Siurana, creat per una presa situada al municipi de Cornudella de Montsant, sota la cinglera de Siurana, que s'estén pel seu terme municipal, a la comarca del Priorat.
Té una capacitat de 12 hm³ i una resclosa de 63 m d'alçada. Les obres de construcció es van iniciar el 1968 i es va inaugurar el juliol de 1973.
El pantà és la seu del Club Nàutic de Cornudella, i s'hi practiquen diversos esports nàutics com el rem o el piragüisme. En el recinte s'hi poden llogar diverses classes de barques, canoes i piragües, així com practicar el Volei-Pantà, una modalitat de voleibol platja molt autòctona de Cornudella de Montsant, però amb sorra de platja importada. Cada estiu, els joves de Cornudella organitzen un campionat de Volei-Pantà, que finalitza amb una festa en les seves instal·lacions. A l'estiu, el pantà també s'utilitza per al bany.
A la part inicial del pantà, hi ha diversos Tolls d'aigua, al mateix riu Siurana, de gran valor paisatgístic i ecològic, com el Toll de la Palla, o el Toll de la Banyera.